# جوجو مويس
بولينا سارة-جو مويس (بالإنجليزية: Jojo Moyes)‏ المعروفة أدبياً باِسم جوجو مويس صحفية إنجليزية دخلت عالم الرواية وكتابة السيناريو منذ 2002، تعتبر من الروائيين القلائل الذين فازوا مرتين بجائزة «الرواية الرومانسية السنوية» التي تقدمها «مؤسسة الروائيين الرومانسيين» وقد ترجمت أعمالها إلى أكثر من 28 لغة.

## مسارها المهني
ولدت بولينا سارة-جو مويس في الرابع من أغسطس لسنة 1969  في ميدستون بالمملكة المتحدة.
عملت جوجو في مجالات عدة، منها كاتبة لدى بنك natwest وكانت تكتب بطريقة بريل لمساعدة زبناء البنك المكفوفين، وعملت لدى شركة السياحة club18-30, ثم مراقب سيارات الأجرة لزمن وجيز.
أثناء وصولها مرحلة الدراسة الجامعية في كلية رويال هولواي بجامعة لندن كانت تعمل لدى وكالة إكهام أند ستام نيوز  قبل حصولها على منحة دراسية من طرف صحيفة ذي إندبندنت مما خولها للحصول على الإجازة في الصحافة من جامعة سيتي لندن لتشتغل بعدها في صحيفة ذي إندبندنت لمدة عشر سنوات، (ما عدا سنة واحدة قضتها في هونغ كونغ لدى صحيفة سونداي مورنينغ بوست) لتتدرج بعدها في عدة مناصب في الأندبندنت.

## مسارها الأدبي
سابقا ضمن مسارها الكتابي كانت مويس قد كتبت ثلاث مسودات قوبلت كلها بالرفض. ومع تفاقم المسؤولية بكونها حامل بطفلها الثاني عهدت على نفسها لو أن روايتها الرابعة قوبلت بالرفض سوف تتوقف عن الكتابة، وبعد تقديم الفصول الثلاثة الأولى من كتابها الرابع إلى العديد من الناشرين، بدأ ستة منهم في مناقصة لامتلاك حقوق النشر.
كرست مويس نفسها كليا للكتابة في 2002 حين تم إصدار كتابها الأول «الإيواء من المطر» (Sheltering Rain) وتابعت كتابة عمودها على الديلي تلغراف  رغم أن دار هودر وستوكتون للنشر تعاقدت معها على روايتها الأولى إلا أنها لم تقتنع برواية أنا قبلك فباعتها جوجو مويس لدار بنجوين للنشر، حيث بيعت منها ستة ملايين نسخة واحتلت المرتبة الأولى في تسع دول وتم تصنيفها ضمن قائمة نيويورك تايمز لأفضل المبيعات لتكتب مويس بعدها تتمتين لرواية لويزا كلارك، بطلة أنا قبلك، من بعدك 2015 ومازلت أنا 2018.
تم الإعلان في 2013 بأن كل من مايكل ويبر وسكوت نوستادر تم تكليفهما باقتباس فيلم أنا قبلك من رواية مويس التي قامت بكتابة السيناريو بعد الإنتهاء من اقتباس الفيلم سنة 2016

## الجوائز والإنجازات
فازت مويس لأول مرة بجائزة الرواية الرومانسية لعام 2014 التي تمنحها «جمعية الروائيين الرومانسيين» عن رواية «فواكه أجنبية» ومرة أخرى عام 2011 عن رواية «الرسالة الأخيرة من حبيبك».
كما تم ترشيح رواية «أنا قبلك» لجائزة كتاب العام من طرف جالاكسي بوك (Galaxy Book) في المملكة المتحدة.  
وتعتبر مويس واحدة من المؤلفين القلائل الذين تلقوا هذه الجائزة مرتين.

## التأثيرات الأدبية
في طفولتها، تتذكر مويس قراءة رواية رواية مخمل قومي  للكاتبة إنيد باغنولد، وكيف جعلها هذا الكتاب تشعر بأنها، كطفل، يمكنها تحقيق أشياء أعظم مما كانت تظن أنه ممكن في ذلك الوقت.
«ما وراء الكواليس في المتحف» بقلم «كيت أتكينسون» هو كتاب تستشهد به مويس كأحد الأشياء التي غيّرت حقاً مشاعرها حول الكتابة كونها سبباً في تنمية مسيرتها المهنية. وهي تستشهد بأنها واحدة من تلك الكتب التي جعلتها تحب الكتابة، وكانت تلك التي دفعتها إلى أن تصبح كاتباً أفضل وأقوى.

كما كانت من المعجبين بباربرا كينغسولفر وبطريقة استخدامها للغة، كما تستشهد مويس كيف أحبت استخدام نورا أفرون لمشاعر الحب بطريقة ذكية في أعمالها.
كما تستشهد بجوناتان تروبر ككاتب تعجبها أعماله بشكل كبير، مشيرة إلى أنها تحاول القراءة لمؤلفين أفضل منها لأن ذلك يدفعها إلى أن تصبح كاتبة أفضل.
جاين أوستن هي مؤلفة أعجبت بها مويس كثيراً لقدرتها على الكتابة عن تأثير الحب الحقيقي وما يجعل قصة الحب واقعية (أي ما يميزها عن بعضها البعض، وليس ما يجمعهما).

## حياتها الخاصة
تعيش مويس في مزرعة في سامفورد الكبرى [الإنجليزية]، إسيكس، مع زوجها الصحافي تشارلز آرثر وأطفالهما الثلاثة. تستمتع بركوب حصانها بريان، بالإضافة إلى رعاية العديد من الحيوانات في مزرعة العائلة.

## قائمة الكتب
- الإيواء من المطر (2002)
- الفاكهة الأجنبية (2003) (المعروف باسم "Windfallen")
- متجر الطاووس[20](2004)
- سفينة العرائس (2005)
- خليج الفضة (2007)
- موسيقى ليلية (2008)
- الحصان الراقص (2009)
- الرسالة الأخيرة من حبيبك (2010)
- أنا قبلك (2012) ترجمها إلى العربية أماني لازار
- شهر العسل في باريس (2013)
- الفتاة التي تركتها (2013)
- واحد زائد واحد (2014)
- من بعدك (2015) ترجمها إلى العربية نهى بهمن
- باريس من أجل واحد (2016)
- ما زلت أنا (2018)

## روابط خارجية
- جوجو مويس على موقع IMDb (الإنجليزية)
- جوجو مويس على موقع مونزينجر (الألمانية)
- جوجو مويس على موقع قاعدة بيانات الفيلم (الإنجليزية)
- جوجو مويس على موقع كينوبويسك (الروسية)